# عبد السلام هيكل
عبد السلام هيكل (مواليد 14 تموز 1978 في دمشق) مجاز بالعلوم السياسية ورائد أعمال وناشط اجتماعي وسياسي سوري يشغل منصب وزير الاتصالات وتقانة المعلومات في حكومة أحمد الشرع منذ 29 آذار 2025.

## التعليم
حصل هيكل على درجة بكالوريوس في اختصاص العلوم السياسية من الجامعة الأمريكية في بيروت، ثم نال درجة الماجستير في العلاقات الدولية من كلية الدراسات الشرقية والأفريقية التابعة لجامعة لندن في المملكة المتَّحدة.

## الحياة المهنية

### ريادة الأعمال
أسس هيكل عدّة شركات ومؤسسات في مجالي التكنولوجيا والإعلام، منها:
- شركة مجرة: تتولى نشر النسخ العربية من مجلات مرموقة مثل هارفارد بزنس ريفيو، إم آي تي تكنولوجي ريفيو، وبوبيولار ساينس. كما تدير منصات معرفية مثل "من هم؟" و"منصة ستانفورد للابتكار الاجتماعي".
- شركة لبلب: متخصصة في تطوير تقنيات الذكاء الاصطناعي ومعالجة اللغة العربية، وتقدم خدمات البحث المخصصة للمواقع العربية.
- شركة ترانستك لأنظمة المعلومات: تركز على إنتاج أنظمة الكمبيوتر للشركات، وتطوير التطبيقات السحابية، وتقديم خدمات الهاتف المحمول.

### المناصب الحكومية
في مارس 2025، عُيين عبد السلام هيكل وزيراً للاتصالات وتقانة المعلومات في الحكومة السورية الانتقالية لسنة 2025. أكد هيكل أن أولوياته تشمل حل شكاوى المواطنين، وإعادة تفعيل قطاع الاتصالات، وتحديث البنية التحتية المتضررة، مع التركيز على مواجهة التحديات المرتبطة بالعقوبات والتطورات التكنولوجية العالمية.

## النشاط الاجتماعي والمناصب الاستشارية
شارك هيكل في تأسيس الجمعية السورية لرواد الأعمال الشباب ويشغل حالياً منصب رئيس مجلس إدارتها. كما أنه عضو في مجالس أمناء عدة مؤسسات تعليمية، منها الجامعة الأمريكية في بيروت وجامعة القلمون في سوريا. بالإضافة إلى ذلك، هو عضو في المجلس الاستشاري للغة العربية في الإمارات العربية المتحدة.

## الجوائز والتكريم
حصل هيكل على لقب «قائد عالمي شاب» من المنتدى الاقتصادي العالمي. كما نال جائزة الإبداع الإعلامي من مؤسسة الفكر العربي تقديراً لإسهاماته في مجالي الإعلام والتكنولوجيا.